# Aster squamatus
Aster squamatus é uma espécie de planta com flor pertencente à família Asteraceae. 
A autoridade científica da espécie é (Spreng.) Hieron., tendo sido publicada em Botanische Jahrbücher für Systematik, Pflanzengeschichte und Pflanzengeographie 29(1): 19. 1900.
Os seus nomes comuns são estrela-comum ou mata-jornaleiros.

## Portugal
Trata-se de uma espécie presente no território português, nomeadamente em Portugal Continental, no Arquipélago dos Açores e no Arquipélago da Madeira.
Em termos de naturalidade é introduzida nas três regiões atrás referidas.

## Protecção
Não se encontra protegida por legislação portuguesa ou da Comunidade Europeia.